# Юз-Оба
Юз-Оба — богатый могильник IV—III века до н. э. греческого города Пантикапей близ современной Керчи. Исследовался в 1858 году.
Большая часть курганов была раскопана в середине — 2-й половине XIX века. Захоронения оказались неразграбленными, что дало возможность детально изучить не только архитектуру погребальных сооружений, но и характер погребального ритуала. Подавляющее большинство исследованных здесь памятников представлено подкурганными склепами с уступчатым перекрытием, которые датируются преимущественно до ст. к н. э. — периодом наивысшего подъёма Боспорского царства. Погребение осуществлялось в основном по обряду труповозложения, но есть и одиночные могилы, где покойников сжигали (Павловский курган).
Часто умерших хоронили в деревянных разных саркофагах, которые являются высокохудожественными произведениями античного прикладного искусства. Среди погребального инвентаря найдено много украшений из драгоценных металлов, а также др. вещи, которые свидетельствуют о том, что в могильнике хоронили в первую очередь представителей высшего слоя боспорского общества или членов царских семей. В курганах отмечены остатки поминальных пиршеств (тризны). По своему этническому происхождению все эти захоронения, за редкими исключениями, принадлежали представителям греческой и сильно эллинизированной верхушки населения Пантикапея.

## Описание
Погребения в склепах с уступчатым сводом из каменных плит и дромосом или в камерах с плоским потолком без дромоса (коридора) под высокими земляными насыпями (высота 8—12 м, окружность 160—200 м). В склепах найдены резные, рисованные или инкрустированные деревянные саркофаги, золотые украшения, бронзовые зеркала, черно — и краснофигурные вазы.